# 功徳林寺
功徳林寺（くどくりんじ）は、東京都台東区にある浄土宗の寺院。

## 歴史
1874年（明治7年）、東京府立の霊園「谷中霊園」が開園した。周辺には多くの寺院がひしめいているが、公立の霊園であるため特定の寺院との繋がりはなく、法要等の儀式を執り行う上で支障をきたしていた。そのため伯爵島津忠寛が発起人となって、谷中霊園に葬られた被葬者の供養をする寺院新設の計画が立てられ、1893年（明治26年）に創建された。場所は谷中天王寺の塔頭で廃寺となった福泉院跡地に建てられた。
当寺は台東区谷中で唯一の浄土宗の寺となっている。

## 廃寺「福泉院」と笠森稲荷

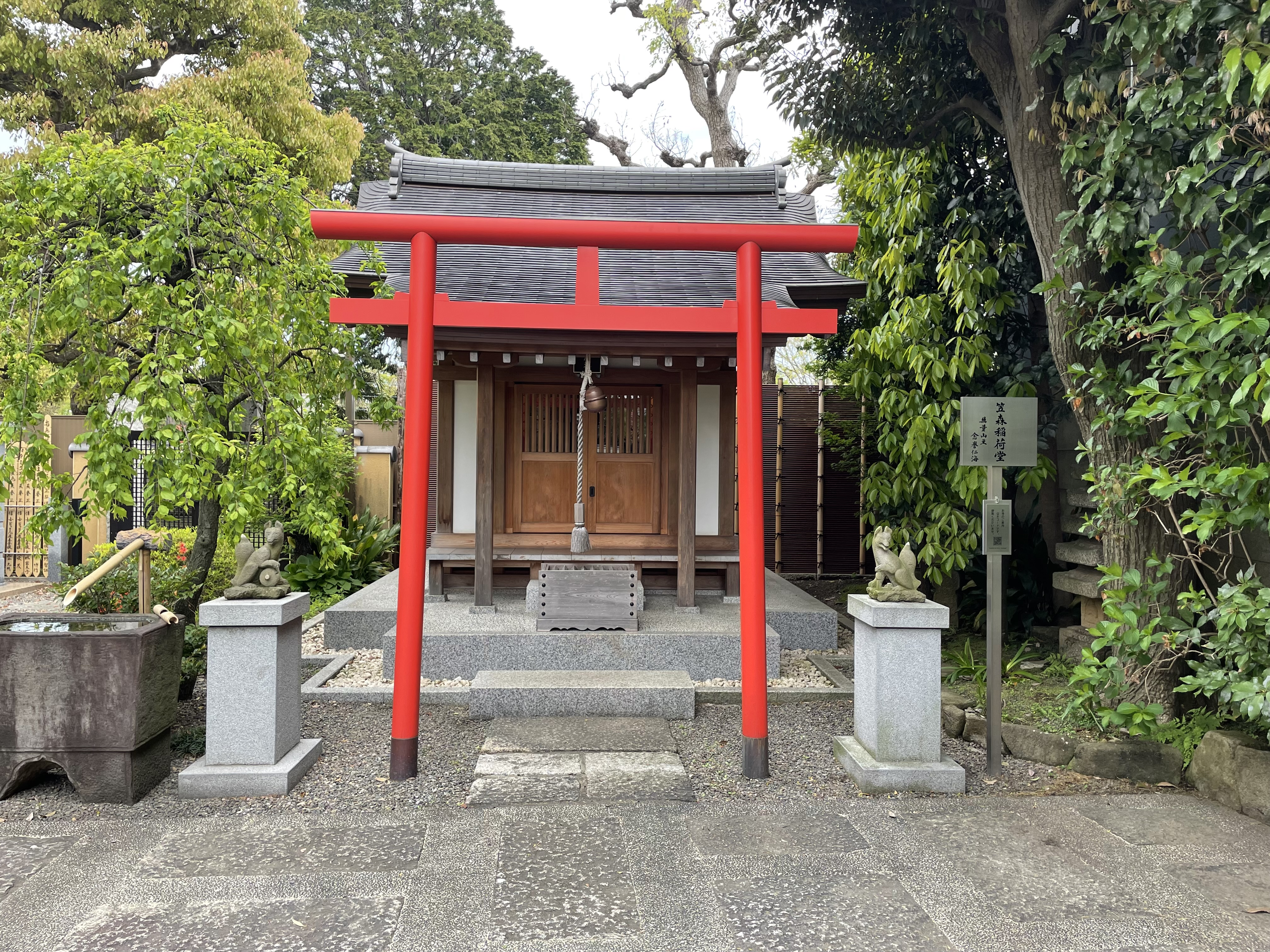
功徳林寺にある笠森稲荷堂

福泉院（ふくせんいん）は、東京都台東区にあった天台宗の寺院。谷中天王寺の塔頭であった。
福泉院の境内には稲荷社があり、「笠森稲荷」と呼ばれていた。門前には水茶屋「鍵屋」があり、そこで働いていたのが「明和三美人」の一人として知られる笠森お仙である。
幕末期の上野戦争で福泉院は廃寺となり、笠森稲荷は寛永寺の塔頭である養寿院に移された。現在の功徳林寺にも笠森稲荷があるが、これは明治後期に改めて勧請されたものである。
なお、大円寺にも笠森稲荷があり、永井荷風撰の「笠森阿仙の碑」がある。石碑はあるものの、お仙とは無関係である。

## 交通アクセス
- JR 日暮里駅より徒歩で約6分（経路案内）。
- 東京メトロ千代田線 千駄木駅1番出口より徒歩で約9分（経路案内）。